# مقاهي بغداد
مقاهي بغداد  واحده مقهى، اسم مكان مذكر، ويسمّى بالعامية قهوة، والجمع قَهاوي، هو مكان ومحلات شعبية تُباع وتُسقى فيه الأشربة الحارّة كالچاي والحامض، ويقعد فيه كثيرُ من أهل بغداد للإستراحة وقضاء الوقت واللعب والمحادثة والمُدارسة، وكان اسمه القديم چايخانة ويُسمّى صاحب القهوة چايچي، أو قهوچي.

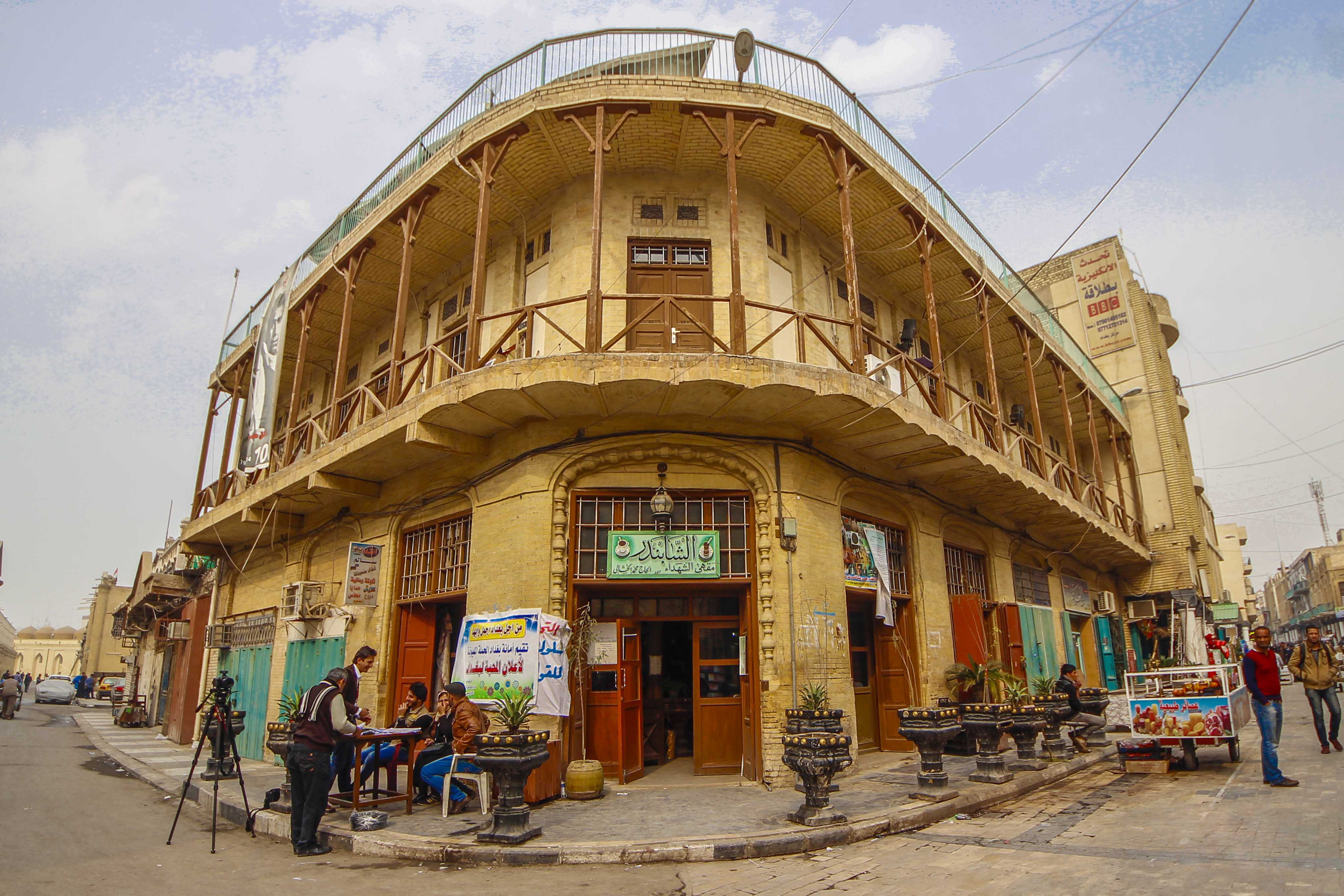
مقهى الشابندر في شارع المتنبي

## مقدمة
يعتبر المقهى في بغداد منتدىً اجتماعياً يلتقي بهِ الناس للترفيه عن أنفسهم، وقد يكون أحياناً مكاناً تناقش فيهِ شؤون أهالي المحلة أو البلدة، وتعقد فيهِ جلسات مختلفة حسب المناسبات التي تخص شخص أو جماعة معينة، سواء كانت هذه المناسبة مفرحة أو محزنة، عامة أو خاصة. وربما تتوفر في البعض منها وسائل التسلية والترفيه، وأول ذكر لمقهى في بغداد ورد عام (1590م)، من قبل مرتضى نظمي زاده في كتابهِ كلشن خلفا. إن المادة الرئيسة التي تقدمها المقاهي هو مشروب الشاي الحار إضافة إلى القهوة وبعض المقاهي يقدم الحلويات والمشروبات الباردة. وتتكون أماكن الجلوس في المقاهي البغدادية من الأرائك ويطلق عليها التخت وتصنع من الخشب، أما الشاي الحار فيقدم بواسطة قدح يسميهِ البغداديون الاستكان، وتتكون أدوات اعداد الشاي من الأبريق ويسمى (قوري)، وخزان الماء الحار ذو الصنبور ويسمى (سماور)، واعتاد البغداديون على إرتياد المقاهي لشرب الشاي الحار في جميع الأوقات والأحوال والمواسم حتى في فصل الصيف وإرتفاع درجات الحرارة. لقد بلغ عدد المقاهي في بغداد (184) أو (140) مقهى حسب تقارير سنة (1882م) و (1883م)، ثم بلغت المقاهي (285) مقهى في سنة (1903م)، ثم وصل العدد إلى (599) مقهى في عام (1934م). والمقهى كان مقراً لتصريف الأعمال أيضا بين التجار أو الحرفيين أو حتى أصحاب الهواية الواحدة، وكان يجتمع في تلك المقاهي رواد من نوعية واحدة، كأن يكونوا من صنعة وحرفة واحدة، وكان المقهى يسمى باسم روادها كمقهى التجار ومقهى البناية (بناة الدور) ومقهى المطيرجية (مربي الطيور)، ولا تعجب إن عرفت أن هناك مقهى للعميان، وآخر للخرسان، ورواده يمارسون ألعاب الدمينو والطاولي النرد والشطرنج، على الرغم مما ابتلو بهِ من عاهات، والتي تبدو انها مانعة لتلك الألعاب. وكانت المقاهي تتنافس فيما بينها لجذب الزبائن اليها باستئجار المغنين وقرآء المقام العراقي المعروفين، والقصخونية (رواة الحكايات والقصص والملاحم الشعبية)، وكان يقدم بعضها عروض (القرة قوز) و (خيال الظل)، ويختص بعضها في اقامة مباريات صراع الديكة وصراع الكباش، وقسم آخر يملك الجفر لألعاب الزورخانة (العاب القوة وجمال الاجسام)، وتنشغل جميع المقاهي في سهرات ليالي رمضان بلعبة المحيبس (لعبة اخفاء الخاتم) الشعبية.
ولكن بعض المقاهي طور عروضه وخاصة مقاهي بغداد في منطقة الميدان، ليضاهي ملاهي حلب وإيران، فاستقدم راقصات ومغنيات من سوريا ولبنان ومصر، وكان هذا الاستقدام يعتبر تحولاً في الأخلاق الاجتماعية العامة. غير بعض المقاهي شكل بنائه بحيث وفر في المقهى أماكن خاصة للرقص أشبه بخشبة المسرح سميت بالمرقص، وأول امرأة ارتقت المرقص في تلك المقاهي عام 1908م، وهي الراقصة اليهودية (رحلو) بنت فريدة العراطة الملقبة (جرادة) والتي جاءت من حلب ورقصت في مقهى سبع. وتوالت المقاهي بتقليد مقهى سبع ووفرت فيها منصات الرقص واستقدام الراقصات من الشام ومصر، كمقهى عزاوي والسواس في الميدان ومقهى عجلة في الفضل، ومقهى طويق في المصبغة وربما يعود إلى عائلة الطويق اليهودية حيث كانوا يملكون أكثر من مئة مفتاح بيت، ومقهى إبراهيم في جانب الكرخ وغيره من المقاهي.
ان المقاهي في بغداد مدارس وأحزاب، أدب وطرب، مستويات وطقوس، فيه تكون الصداقات، وفيه أو بالقرب منه تؤخذ الثارات، وفي المقاهي تجري عمليات البيع والشراء، أو المراهنة على الخيول، وفي مقاهي السوق تتحدد أسعار السلع، وسعر صرف العملات، ومنه تبدأ المغامرات والأسفار البعيدة، وبكلمة واحدة: بغداد هي المقاهي.

## أنواع مقاهي بغداد
1. مقهى العابرين: وهو الموجود في الساحات والشوارع الرئيسية يجلس فيه من ينتظر موعداً أو لطلب الراحة.
2. مقهى المحلة: الموجود داخل الأحياء الشعبية وهو منتدى لأهل هذه الأحياء الذي يلتقي فيه أهل المحلة.
3. مقهى المثقفين: حيث يجتمع فيه مثقفون وشعراء وفنانون وسياسيون وأكثر هذه المقاهي في شارع المتنبي.
4. مقهى الرياضيين: من عشاق الكرة وعشاق لاعبي الريسز (سباق الخيول)، وصراع الدِيَكَة.
5. مقهى العمال (المَسْطَر[12]): حيث يقعد عمال وحرفيون لانتظار من يستأجرهم بالأجرة اليومية، وهذه المقاهي في الباب الشرقي وعلاوي الحلة وباب المعظم والأعظمية والكاظمية.[13]

## أهم مقاهي بغداد

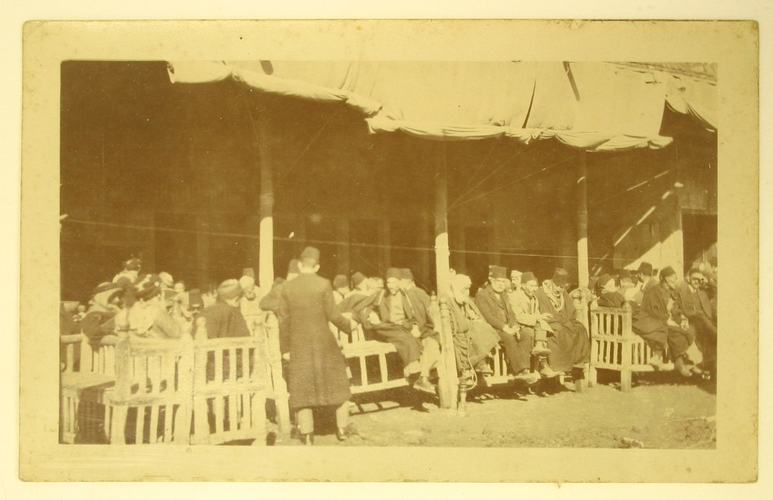
مقهى يطل على أحد الشوارع في العراق عام 1916

ان مقاهي بغداد تنقسم من حيث الموقع إلى قسمين، فقسم منها يقع في الجانب الشرقي من دجلة ويعرف بجانب الرصافة والقسم الآخر يقع في الجانب الغربي ويعرف بجانب الكرخ وهي كالآتي:

## مقاهي الجانب الغربي
- مقهى ناصر طوبيا

ويقع في الصالحية قرب جسر مود، وخاص للطلاب فقط، وكان يرتاده بعض المسيحين واليهود يومي السبت والاحد بعد ان ينهوا نزهتهم على جسر مود، وكان هذا المقهى حكراً لرزاقة (بائع الكبة)، وچلوب (بائع الصميط)، حيث لايجرؤ أي بائع آخر دخول المقهى والبيع فيه ما لم يدفع لصاحب المقهى شيئاً لقاء هذا الاحتكار.
- مقهى الجوبة

ويقع في منطقة الرحمانية، لصاحبه المقامي علوان العيشة، الذي باعه فيما بعد إلى المطرب الريفي عبد الأمير الطويرجاوي، وغنى فيه يوسف حريش وعباس بطاوية.
وهناك مقاهٍ بغدادية أخرى كان يقرأ فيها المقام العراقي مثل: مقهى الباشا ومقهى الأسكجية ومقهى المشاهدة ومقهى محمد القبانجي وغيرها.
- مقهى الحاج صادق

ويقع في الكاظمية بمحلة باب الدروازة، والذي كان يشغل بناية كبيرة محاط من الداخل بالمرايا.ويسمى مقهى البلدية لكونه يقع بالقرب من مبنى دائرة بلدية الكاظمية، وأيضًَا يسمى مقهى التجار حيث يعد ملتقى لللتجار، كذلك يرتاده الموظفون، ووجهاء القوم وعليتهم والمتقاعدين والعاطلين عن العمل وكذلك المحامين لموقعه القريب من مركز شرطة الكاظمية.حيث كان المقهى يقع على شارعين ويتكون من ستة أبواب ذات قواطع متحركة زجاجية، يفتح صيفاً وتغلق شتاءاً.
- مقهى سوق الأستربادي

ويقع هذا المقهى في أشهر أسواق الكاظمية الا وهو سوق الاستربادي، وكان رواده من الشعراء الشعبيين امثال ملا حسن الكاظمي وفاضل الصفار وعبد الهادي قفطان.
- مقهى نجم

ويقع في الكاظمية عند عكد (زقاق) السادة في مدخل شارع الشريف الرضي وهو ملتقى الكثير من الادباء والفنانين والوجهاء من الكاظمية، ويحتفظ بذكريات ونوادر كثيرة.
- مقهى التراث الشعبي

ويقع في الكاظمية امام باب القبلة، وقد انشأ هذا المقهى قبل مئة عام تقريباً، ويميز بالصور التراثية المعلقة ومنها لوحة للرسام إبراهيم النقاش تمثل عمارة بغداد القديمة وشناشيله، إضافة إلى وجود السماورات القديمة الذي كتب على احداها تاريخ 1909ويسمى أبو العشرة أختام، وتقام فيه حفلات يقيمها رواد المقام العراقي والموالد ومنهم طالب السامرائي، وخضير الجبوري، وحسين الأعمى، وتقام فيه أيام رمضان لعبة (المحيبس) البغدادية والتي ينظمها لاعب المحيبس جاسم الأسود، كما ان المقهى أصبح ملتقى لباعة الخواتم (المحابس) والأحجار الكريمة والمسابح لقربها من سوقهم.
- مقهى عكيل

أو مقاهي عكيل (بالكاف الفارسية) اربع مقاهٍ متجاورة يرتاده أبناء عشيرة عكيل (بني عقيل)، وجميعها في سوق حمادة بجانب الكرخ، واذكر ثلاثة مقاهٍ، مقهى حمادي ومقهى رشيد النجفي ومقهى ياسين، وكانت مساكن أبناء هذه العشيرة في سوق حمادة باتجاه خانات الأباعر إلى العنازية وإلى الشيخ معروف الكرخي ثم من منطقة سوق جديد التي تبدأ من دكان الحاج أحمد العطار مروراً بجامع عطا ثم طرف (زقاق) بارودة والدهدوانة (الأرض المنحدرة) والحصانة (مربي الخيول)، وكان أبناء هذه العشيرة يمتهنون التجارة والنقل خارج العراق على ظهور الجمال.
- مقهى النعش خانة

وأصبح اسمه فيما بعد مقهى القلوب وكان يقع في ظاهر محلة الجعيفر وكان رواده من جانبي بغداد، من الكرخ والرصافة، بسبب دماثة خلق صاحب المقهى أحمد المحمد الملقب بأحمد العيشة. ويمتد على شاطيء نهر دجلة من مقهى ستوري حتى قريباً من المنطقة التي كانت تعرف بشريعة الجاموس (مقهى البيروتي حالياً). كان المقهى مبنياً من الطابوق ومسقفاً بالشيلمان (قضبان سكك الحديد). وكان محطة لأصحاب القفف قبل ان تتوفر الزوارق. وكان في محلة الجعيفر مقاهٍ أخر منها:مقهى أبو الجوف، وسمي فيما بعد (مقهى الفدائي). وكذلك هناك مقهى بيت خلف العطية، وأيضاً مقهى الباشا، ومقهى إبراهيم العيسى.
- مقهى العكامة

والعكامة هم مرافقي القوافل وادلائها، ويقع هذا المقهى على الجهة الجنوبية من جسر الحديد، ويسمى أيضًَا مقهى حسوني نسبة إلى الشخص الذي كان يديره، وكان ذو تعامل لطيف وصاحب كياسة وهو الذي زاد من شهرة هذا المقهى. كان غير مسقف وفيه قسم عام كبير وقسم خاص صغير في نهايته، وكان يرتاده عدد من الادباء والفضلاء والمثقفين من أهالي الكرخ امثال عبد الله القصاب ومحمود عزة عبد السلام وأحمد البغدادي ومحمود مصطفى الخليل وداود العجيل ورشيد الهاشمي وتوفيق الفكيكي وملا نجم البصير وسعيد جوجة.
- مقهى البيروتي

وسمي بالبيروتي نسبة إلى مالكه إبراهيم البيروتي الكرخي، وكان مشيداً من الخشب، ويقع قرب سوق السمك المركزي وهو واسع حيث يمتد إلى منتصف خانات الصوف والجلود والدهن مثل خان حمودي الوادي، وخان بيت الهندي، وخان الفنهراوي. وكان مدخل المقهى الكبير والعريض ملتقى الشعراء والظرفاء من أبناء الكرخ مثل الملا عبود الكرخي، والفنهراوي، وحمودي الوادي، وتوفيق الخانجي وغيرهم من التجار واصحاب الخانات. وإضافة إلى تقديم الشاي اشتهر بتقديم النرجيلة (الشيشة).وفي نهاية المقهى هناك مكان خصص للاعبي القمار وكان على رأسهم إبراهيم البيروتي صاحب المقهى، مما ادى إلى الإساءة إلى سمعة هذا المقهى وعزوف رواده والذهاب لارتياد مقاهٍ غيره. وقد دمر الفيضان هذا المقهى في الخمسينات.واقيم مقهى آخر حمل نفس الاسم عند التقاء منطقة الجعيفر والعطيفية حيث يقع مقهى البيروتي الجديد والذي يقال انه سمي على اسم المقهى الأول، أو لكون صاحبه يحمل لقب البيروتي وهو الحاج محمد البيروتي، الذي كان قد نزح من بيروت ابان الحكم العثماني، وذاع صيته لارتياد عدد من الشعراء والادباء له من امثال الشاعر الفقيه محمد سعيد الحبوبي، ويوسف العاني، وخضر الطائي، وعبد الحميد الهبش، وآخرين.
- مقهى مزهر

صاحبه مزهر العبد، ويقع في الكرخ بالركن المجاور لسوق الدجاج، ومكانه الحالي الركن الأول من أركان مبنى مركز الفنون مقابل بريد الكرخ وتحف الطوابع العراقية، قبل هدم شارع الشواكة القديم وتشييد عمارات شارع حيفا السكنية.يتألف المقهى من ثلاثة أبواب صغيرة ومساحته لا تتجاوز أربعة أمتار عرضاً وستة أمتار طولاً، وإلى جواره الأيسر فراغ يتكون من (عكد) زقاق غير نافذ فيه عدد من البيوت. تفرش ثلاثة أرائك خارج المقهى بالحصران (جمع حصيرة) واحدة من هذه الأرائك تنزوي لا يجلس عليها أحد من رواد هذه المقهى وهي مخصصة لشخص واحد يجالس صاحب المقهى ليلاً ويعتبر من اصدقائه ووصيفه المقرب وهو قاريء المقام العراقي محمد القبانجي، الذي علقت صورة كبيرة له وعدة صور أخرى صغيرة بازياء مختلفة بالصاية والطربوش ومع الجوقة الموسيقية وافندياً يقف فيها القبانجي شامخاً. ان مزهر العبد لا يقدم الشاي بنفسه الا لمعارفه من امثال المحامي توفيق الفكيكي والمحامي محمود العبطة والجاكي منفي والشاعر عبد المجيد الملا وسواهم. ان من رواد المقهى بعض من الهواة والمقامرين في سباقات الخيل حيث يجتمعون فيه لقراءة نشرة السباقات اليومية والمراهنات من خلال وسيط أو أكثر يسمون (البكية)، وهذه اللعبة فيها من المآسي والتشريد والأفلاس للاعيبها وخاصة من ليس لديه الخبرة فيها.
- مقهى جزيرة العرب

ويقع في جانب الكرخ بمنطقة علاوي الحلة، وكان يرتاده التجار والمثقفين.
- مقهى ناصر حكيم

وكان يدير هذا المقهى المطرب الريفي ناصر حكيم، وكان يرتاده رواد الطرب الريفي والمطربين والملحنين، ويقع في منطقة علاوي الحلة أيضًَا قرب سينما بغداد وقد اتخذت بنايته دائرة بلدية الكرخ مقراً لها.
- مقهى علي جمعة شعيع

وهو من مقاهي علاوي الحلة تأسس عام 1930م، ويقع قرب الصالحية، في الجهة المقابلة لسينما بغداد (قدري سابقاً)، ويحمل المقهى الآن أسم مقهى الأصيل وكان يلتقي فيه المغني حضيري أبو عزيز والمغني داخل حسن والفنان خليل الرفاعي والمطرب فاضل عواد. وفي 1 كانون الثاني سنة 1991 اعتبرت وزارة الثقافة المقهى موقعاً أثرياً، وقالت في وصفه «مقهى جمعة شعيع تأسس المقهى عام 1935 في جانب الكرخ/ علاوي الحلة/ شارع الحسين سابقا والقاهرة حالياً، كان يرتاد المقهى عدد كبير من المواطنين العراقيين أو العرب وتتم منه صفقات البيع والشراء، وكان مقرا للشخصيات الأدبية من شعراء ومفكرين ورجال السياسة والأدباء الذين كان لهم دور متميز في المجتمع العراقي، كذلك كان المقهى مكان مميزاً لإقامة الحفلات الغنائية وفي مناسبات عديدة كما كانت تقام فيه المهرجانات الشعبية وتقرأ فيه قصص البطولة من قبل الرواة .».
- مقهى القناديل

ويقع في منطقة الصالحية قرب مبنى الإذاعة والتلفزيون ويلتقي فيه فنانون وشعراء وغيرهم.
- مقهى أبو ناطق

ويقع أيضاً في علاوي الحلة في منطقة الصالحية، ويرتاده المغنون والفنانون وغيرهم بحكم قربه من مبنى الإذاعة والتلفزيون.
- مقهى عزيلة

ويقع في جانب الكرخ عند باب الحلة (من أبواب سور بغداد الغربية) غرب بغداد. وقفه أحمد أفندي ابن علي أفندي (المصرف)، مع أوقاف أخرى على جامع المصرف، في وقفيته المؤرخة 17 ذي الحجة 1223 ه‍.

## مقاهي الجانب الشرقي
- مقهى جغالة زادة

جغالة زاده سنان باشا والي بغداد، حيث بنى خاناً في بغداد عام 1590م، وهو من أشهر خانات بغداد. وتحول خان جغالة زادة إلى مقهى، حيث كلف الوالي جغالة زاده المعمار برويز اغا بان يبني له مقهى في أحد محال بغداد، وهو أول مقهى كان موجوداً في بغداد عام 1590م، كما ذكر ذلك مرتضى نظمي زاده في كتابه كلشن خلفا، وعرف باسم خان جغان وموضع مكانه خان الكمرك الحالي المتصل خلفه بالمدرسة المستنصرية وبابه على الطريق المؤدية إلى سوق الخفافين.
- مقهى حسن باشا

أنشأه الوزير حسن باشا الذي حكم مابين 1597-1602م،
ويقع في جوار جامع الوزير الذي أمر بانشائه أيضاً، عند رقبة جسر المأمون، وتطل واجهته الجنوبية بنوافذ على نهر دجلة، والقريبة من المدرسة المستنصرية، وقد زاره الرحالة بيدرو تكسيرا وجلس فيه وذلك في كانون الأول 1604م. كما شاهد المقهى الرحالة بكنغهام عند زيارته للعراق وقال عنه: يبدو مقهى الوزير شعلة من نار يطل على نهر دجلة.
- مقهى الآصفية

ويقع. عند جسر الشهداء بجوار جامع الآصفية، حيث أقام والي بغداد آصف الزمان داود باشا (1188 - 1267 هـ / 1767 - 1851 م) بعد الإنتهاء من بناء جامع الآصفية مقهى يطل على نهر دجلة، وقد أوقف هذا المقهى على جامعه. ومما يؤسف له. ان المراجع وكتب الرحلات لم تزودنا بوصف لهذا المقهى لكي نتعرف على شكله.
- مقهى العنبار

ويقع هذا المقهى في محلة سوق المصبغة الكائن في جانب الرصافة، ويعتبر هذا المقهى المقر التجاري في تلك الفترة كالبورصة في تلك الأيام، لأن خانات ومخازن الجملة قريبة منه، وكان أكثر رواد المقهى من تجار اليهود الذين كانت بيدهم التجارة يوم ذاك.
- مقهى الماجستيك

وسمي ملهى الهلال فيما بعد، ويقع في منطقة الميدان. وكان هذا المقهى يستقبل المطربات مثل المطربة روزة نومة، والمطربة اليوناية الاصل ماريكا ديمتري، وهي ام الفنانة عفيفة إسكندر. وكانت العروض تقدم من على سطح المقهى، الذي أصبح مكاناٌ لتقديم العروض الفنية الشيقة.
- مقهى سبع

كان يسمى مقهى الشروق ولكن طغى اسم صاحبه سبع، والذي اشتهر بحسن الخلق والتواضع وكان لا يتقاضى من المعوزين اجور الجلوس في المقهى، وهو أول من وضع جوقة موسيقية فيها عرفت باسم فرقة الجالغي البغدادي، وبعد اعلان الدستور العثماني عام 1908م الذي وفر بعض الحرية، قام صاحب المقهى بجلب المطربات من مصر والشام كرحلو الملقبة جرادة وشفيقة الحلبية، وكان ريع الحفلات يذهب للمجهود الخيري. وقد اندثر هذا المقهى وشيد محله المدرسة المأمونية والتي أصبحت فيما بعد مديرية معارف لواء بغداد المركز العام أيام زمان.
- مقهى طويق

صاحبه تولكين خان الذي كان متعهداً لنادي ضباط الجيش العثماني، ويقع هذا المقهى في محلة المصبغة، وتولكين خان هو الذي اكتشف موهبة جعفر آغا لقلق زادة في التمثيل الكوميدي عندما كان يعمل معه نادلاً في النادي، وشجعه على إداء دور الهبش في هذا المقهى، حيث كانت البداية لشهرته وذلك عام 1915م. وفي عام 1917م، غنت في هذا المقهى الراقصة ألن التركية، والراقصة ماريكة دمتري، والدة الفنانة عفيفة اسكندر.
- مقهى وهب

ويقع في باب قلعة بغداد وهي ثكنة المدفعية التي كانت تسمى الطوبخانة واليها نسبت محلة الطوب وهو قرب ساحة الميدان ببغداد. وبمحل هذا المقهى الآن دائرة مصلحة إسالة الماء بعد ان شيدت.
- مقهى القلعة

وكان يسمى مقهى السيد بكر ويقع بجوار باب وزارة الدفاع، وقد شيد على اطلال مديرية اسالة الماء عام 1954م. وكان رواد هذه المقهى من هواة الطيور، ومناطحة الكباش، ومهارشة الديكة، وتضم طائفة من الخرس (الصم والبكم) الذين يتفاهمون بالاشارات، وكان الظرفاء يقصدونه لسماع النكات فيه.
- مقهى البلابل

ويقع في محلة البارودية الكائنة في جانب الرصافة من بغداد. يرتاد هذا المقهى هواة طيور البلابل، وقلما يحضر غيرهم، وحديثهم لا يكاد يخرج عن الدواجن والبلابل، انواعها وطرق تربيتها، وكيفية صيدها، والتفنن في صنع الاقفاص لها، ويتفاخرون باصنافها كتفاخر
الناس بخيولهم الاصيلة، فيحفظون اصل البلبل من امه وأبيه، وقد بقي هذا المقهى قائماً حتى عام 1950م.
- مقهى كل وزير

كل وزير هو صاحب هذا المقهى، كان رجلاً ظريفاً، أصله من مدينة كركوك، سكن بغداد بعد مدة من الزمن. وكلمة كل تعني بالفارسية وردة، وهذا المقهى اشتهر بمشروباته والشاي الجيد الذي يقدمه، وكان يقع في جانب الرصافة من بغداد في شارع الميدان بجانب وزارة الدفاع ومقابل التكية الطالبانية، وكان هو المقهى الوحيد ببغداد لا يتوفر فيه أدوات اللهو. وقد يكون هو مقهى كلوزير ذكره الرصافي في مذكراته. حيث كان ملتقى الطبقة البرجوازية في بغداد، ويقع بجانب وزارة الدفاع قرب معمل احذية الكاهجي، وقد هدم سنة 1915م، بعد توسعات شارع الرشيد.
- مقهى القرأخانة

كما عرف بعثماني قرأخانة أو مقهى قراءت خانة وقراءة خانة، ويعتبر أول مقهى من نوعه اقيم في بغداد منظم تنظيماً عصرياً، من حيث المقاعد والمشارب، ويستطيع الجالس فيه ان يقرأ الجرائد التي تصدر في بغداد منها جريدة الزوراء، كما يطالعون جرائد جيء بها من إسطنبول، منها جريدة أقدم وصباح، وهذه الجرائد كانت لبعض الموظفين وأكثرهم من الأتراك. يقع المقهى قرب باب المعظم، مقابل جامع الأحمدية، ويذكر ان صاحب المقهى يتقن اللغة الفارسية والتركية والفرنسية وغلب عليه اسم المسيو أي أفندي لكثرة تكلمه باللغة الفرنسية، وازيلت المقهى عندما تم توسيع شارع الرشيد.
- مقهى حوري

اسست مقهى حوري عام 1913م، من قبل السيد أحمد النعيمي والد السيد عز الدين أحمد النعيمي نقيب المحامين العراقيين الأسبق. واسم حوري الذي حمل المقهى اسمها هي امرأة سوداء، بيتها خلف المقهى فيه رقصة هيوة للعبيد ويطلق عليهم أهالي المنطقة عبيد الزنابرة.وحاليا تبدل اسم المقهى إلى مقهى السادة. كان يقرأ القصخون الملا خليل النعيمي قصة عنترة بن شداد في هذا المقهى وكذلك في مقهى سكران. وموقع مقهى حوري في الزاوية المقابلة للمخزن الكبير الذي يطلق عليه (التنبلخانة) وهي موقع مستشفى الطواريء الحالية في منطقة الفضل.
- مقهى التبانة

ويقع في محلة الفضل، ومكانه مدرسة الفضل الابتدائية حالياً، ولا أثر للمقهى اليوم، وكثيراً ما كان يشاهد فيه ليلاً ابن الحجامة الهزلي الحاج جاسم ومعه منصور يقومان بادوار استعراضية هزلية، لا تخلو من النكات المضحكة، تلقى على الجالسين في هذا المقهى.
- مقهى حسين المختار

ويقع في محلة الفضل، على شارع غازي ويشغل مساحة واسعة من الطابق السفلي في بناية الحافظ مهدي العزاوي. كان يدير هذا المقهى الحاج حسين بن علوان البياتي الذي ورث هذه المهنة عن والده القهواتي علوان، وسمع منه عن ليالي السمر في المقاهي أيام القصخون الذي كان يستقبل بالبهجة والمسرة من الناس عند حضوره، وعند جلوسه على الدكة المخصصة لجلوسه يقرب اليه فانوس ليمكنه من قراءة الحكايات المكتوبة على القراطيس الصفراء ومنها السندباد البحري، وعبد الله البري، والبساط السحري، ومدينة النحاس، وقصر الذهب، والحمال والسبع بنات وغيرها. وكان بعض من رواد المقهى يجلبوا قدور الطعام معهم ليجتمعوا عليها مع باقي الرواد ومنهم حسن معروف وسعد معروف إضافة لما يحضره الحاج حسين. ويحضر بعض ظرفاء المنطقة امثال كريم عويصة، وواوي، وكالو، الذين كانوا يزرعون الابتسامة عند حضورهم على وجوه الجالسين. وكان يقدم الشاي الاخضر والقهوة العربية وشاي الكجرات والدارسين، إضافة إلى النارجيلة مع التتن وحسب الرغبة فهناك التتن الجاولي أو الشيرازي أو الهندي، وكذلك هناك ركن منعزل لهواة الطيور والديكة الهراتية والبلابل بكافة اصنافها واجناسها، وكان يرتادها بعض رواد المقام العراقي، ومن روادها أيضًَا عبد القادر، ومصطفى (مصطاف)، وإبراهيم أبناء عبد الكريم الشيخ قمر. وبعد وفاة الحاج حسين ادار المقهى ولده ياسين.
- مقهى عنجر

ويقع في محلة الفضل في شارع الملك غازي (شارع الكفاح حالياً)، ويذكر ان هذا المقهى كان يقدم وجبة فطور صباحية، وقد تناول رئيس وزراء العراق نوري السعيد إفطاره فيه، وبعد عام 1958م، كان رواد مقهى عنجر من الاتجاه العربي القومي ومناهضي للشيوعية.
- مقهى 14 تموز

وهو مقابل لمقهى عنجر لا يفصل بينهما غير شارع الملك غازي، وكان رواد هذا المقهى من مناصري عبد الكريم قاسم، وترى صوره معلقة فيه وإلى جانبها صور لينين وماركس وإنجلز، فكان الخلاف محتداً مع رواد مقهى عنجر ذوو التوجه القومي. وقد اغلق المقهى لاحقاً.
- مقهى الكادح الثائر

ويقع في ساحة زبيدة المطلة على محلة المهدية، وفي هذه المحلة كانت تسكن شقيقة عبد الكريم قاسم في بيت عادي مستأجر.
- مقهى عزاوي

لصاحبه حميد القيسي، ولكن أشتهر باسم عاملها عزاوي القادم من واسط، ويقع في سوق الهرج، قرب جامع الأحمدية، وتحديداً إلى جوار حمام الباشا في منطقة الميدان. وكان يقام فيه حفل خيال الظل، والقرة قوز، والقصخون، في ليالي رمضان، وقد مثل فيه الكوميدي الفطري جعفر اغا لقلق زاده، وغنت فيه عفيفة إسكندر، وغنى فيه أيضًَا أشهر مطربي ذلك الوقت نجم الشيخلي وأحمد الزيدان. كما أقترنت شهرة المقهى بالأغنية البغدادية لأستاذ المقام العراقي يوسف عمر والتي يقول فيها:
ياكهوتك عزاوي... بيها المدلل زعلان
- مقهى النقيب

ويسمى مقهى إشكير نسبة إلى صاحبه إشكير وهو تصغير اسم شاكر، وهو رجل مكتنز الجسم وذو هيبة، ويعتبر أول مقهى عرف بمحلة قنبر علي.
- مقهى ملا حمادي

ويسمى اليوم مقهى المربعة، وكان محاط بالبساتين، ويقع في شارع الرشيد قرب سينما الزوراء. ذا نصفين صيفي وشتوي، وكان مشهوراً برواده من هواة سباق الخيل (الريسز). وان صاحب المقهى إبراهيم ابن الملا حمادي أبو خليل من هواة سباق الخيل في بغداد.
- مقهى الملا إسماعيل آل ثنيان

يقع في محلة رأس القرية يحده من جهة أخرى خان الكرج.
- مقهى المصبغة

ويسمى احياناً مقهى الشريعة أو مقهى الكمرك ومقهى التجار، ويقع قرب المدرسة المستنصرية ويطل على نهر دجلة، ورواده من تجار سوق الشورجة.
- مقهى الشط

ويتكون من طابقين تحتاني وفوقاني، وفي المقهى التحتاني يلتقي التجار المحليين واصحاب المصالح في كمرك بغداد والمسافرين من وإلى البصرة من التجار وغيرهم، في مراكب بيت لنج والخضيري. وكان صاحبه حسن صفو وله اخ اسمه أحمد صفو كان من قرآء المقام العراقي وكان يغني في هذا المقهى. اما المقهى الفوقاني فكان يلتقي فيه القادمون من الكرخ ومنهم عدد من الادباء والفقهاء البغداديين امثال عبد الوهاب ملوكي واخيه يحيى وإبراهيم الدروبي، والملا رشيد فقيه جامع الباشيشي، والشاعر سيد موسى، وأحمد البغدادي، والشيخ عيسى البندنيجي، والسيد محمود الأطرقجي، وعبد الجبار طبرة، ولم يتركوا المقهى إلى اليوم الذي انفجرت فيه قنبلة صغيرة في ركنهم من المقهى أيام تسقيط اليهود في أواخر الأربعينيات، وكان هذا المقهى يستدعي فرقة الجالغي البغدادي للغناء وفيهم اليهودي يوسف حوريش وتخته المكون من عزوري وجماعته. وكان يقام في هذا المقهى مجلساً أدبياً واظب على حضوره إبراهيم صالح شكر، وجميل صدقي الزهاوي، وعبد الحسين الأزري، ورشيد الهاشمي، ومحمد الهاشمي البغدادي، وإبراهيم حلمي العمر، وعبد الرحمن البنا، وصادق الأعرجي، وعبد الجبار صدقي، وعباس العبدلي، وروفائيل بطي، ومحمد أحمد السيد، وحسين الرحال، وعوني بكر صدقي، وصديق الخوجة، وناجي القشطيني.
- مقهى المعلكة

هكذا كان اسمه ويحتل مكاناً رائعاً وشاعرياً على ضفة نهر دجلة، وموقعه قريب من سوق البزازين. وهو في الطابق العلوي من مقهى الشط، وكانت ملكية هذا الطابق تعود لحسن صفو، ويسمى (المقهى المعلق).
- مقهى نامق باشا

اقيم هذا المقهى في عهد الوالي نامق باشا الذي حكم مابين 1899-1902م، قرب الجسر الحديث الذي اقامته مدرسة الصنائع بامر الوالي نامق باشا لاستبدال الجسر القديم والذي كان يتكون من 24 زورقاً يقال للواحدة منها جسارة ومربوطة بسلاسل غلاظ طولها 220 متراً، حتى تم إنشاء الجسر الحديث والذي عرف فيما بعد بجسر بغداد (موضع جسر الشهداء حالياً) وامر باقامة مقهى فيه، يطل على نهر دجلة. وكان يتردد على المقهى عامة الناس خصوصاً في فصل الصيف ليلاً للتمتع بمنظر دجلة الجميل وهوائه العليل.
- مقهى موشي

ويقع في شارع السموأل (شارع البنك) على مرتفع يصعد اليه بسلم مكون من خمس درجات، وكان ملتقى للتجار من اليهود وبعض المسلمين، ومركزاً للبورصة وأسعار السوق المحلية والعالمية.ومركزاً مهماً للدلالين.ويقابله في الجانب الأخر من الشارع مقهى رضا وكذلك مقهى السيد محمد وهما مركز تجمع التجار المسلمين بزعامة كامل الخضيري، وعبد الودود، وشاكر الضاحي، وبقية تجار الجلود والحبوب.ويرتادها توفيق الخانجي للقاء اصدقائه من بيت الخضيري، واسكندر استيفان، والشيخلي.وإلى الشمال من هذه المقاهي وقرب خان (الاورتمة) (خان مرجان) يقع مقهى القيصرية وفي القيصرية تباع الكواني (ألاكياس) وخيوط السوتلي، وكان مقراً للقصخون أيام رمضان أو أحد قارئي المقام العراقي الذي يجلبهم العزاوي والشيخلي مستأجر المقهى.
- مقهى الفسلان

ويقع في ساحة الكيلاني بداية طريق محلة التسابيل، وكان فيه عدد من النخيل، وسبب شهرته هو انه كان يباع فيه أفضل أنواع الدبس، وأشهر البياعين هو حسين حوار أبو علي، وكان مستأجراٌ للقهوة المشهور في أول شارع الرشيد وكان رئيس عماله أيضا اسمه حسين أبو علي يحمل في يد واحدة اثنى عشر استكاناً من الشاي يقدمها للزبائن دون ان يقع منها واحد.
- مقهى هوبي

وكان قرب موقف سيارات جسر السنك الحالي، وكان فيه جناح لبيع الاخشاب، وكان صاحبه هوبي يجلس في مدخل المقهى وهو يرتدي طربوشه الأحمر على راسه، وكان يغني فيه احياناً قاريء المقام رشيد القندرجي، وفرقة الجالغي البغدادي. وقد نقل هوبي مقهاه هذا إلى منطقة الصالحية قرب سوق النجارين حيث استاجر بستانا وارسى مقهاه بين اشجار البرتقال والرمان ليجعل منه شبيهاً لمقاهي دمشق.
- مقهى صالح الجابي

ويقع على شاطيء دجلة، تحت جسر مود (بناية دائرة الري)، وجعله صالح الجابي كأول مركز في بغداد والعراق لبيع أوراق الدنبلة (البنكو)، فكان الاقبال عليها كبيراً لكونها لعبة جديدة وتظهر لأول مرة، وكانت جوائز اللعبة عينية وليست مبالغ نقدية، مثل الجوارب واللاسقيات (حمالة البنطلون) والأمشاط والمناديل وماشابه ذلك.وصالح كان رجل عصامي وكان يجمع التبرعات والإشتراكات إلى مدرسة التفيض الأهلية فسمي صالح الجابي.
- مقهى سعيد العبد

ويقع بعد تمثال السعدون ويقوم بجانبه مخفر للشرطة في البتاوين بالباب الشرقي بالجهة الثانية لبستان الخس، وهو موجود من زمن الأتراك، وخارج نفوذ الجندرمة في العهد العثماني، وكان ملجأً للأشقياء والفارين والقتلة واللصوص، فلذلك رواده يغادروه قبل غروب الشمس، بعد ان يشربوا عرقهم وياكلوا مزتهم من الخس الموجود في بستان الخس، وكانت هناك ساقية بساتين البتاويين تخترقه ومحاط بالاشجار التي اعتبرت حماية له من قصف الطائرات البريطانية لبغداد في ثورة مايس 1941م. وهناك مقهى كزار كان محلاٌ للنزهة والراحة. وكذلك كان مقهى حجي رشيد وهو مقهى صغير في شارع أبو نؤاس، يرتاده شاربوا العرق فقط، لكون حجي رشيد مدمن على شرب العرق ليلاً ونهاراً.
- مقهى الأورفلي

أو مقهى سعيد أفندي ويقع هذا المقهى في جانب الرصافة من بغداد بمنطقة الباب الشرقي، ويطل على نهر الأورفلي، الذي كان يسقي المزارع الموجودة حينها، وقد أزيل النهر عام 1930م، وانشأ مكانه مبنى سينما السندباد.
- مقهى الخفافين

ويقع عند مدخل جامع الخفافين في منطقة المصبغة بالرصافة، وكان خان الخفافين الذي بني في فترة بناء المدرسة المستنصرية في عهد الخليفة العباسي المستنصر بالله عام 1233م، كمسافر خانة (فندق)، تحول بعد 300 عام إلى مقهى، وكان المقهى ملتقى للتجار واصحاب المهن والشعراء وقرآء القرآن الكريم، امثال عبد الوهاب محمود وعبد الستار الطيار، وقرآء المقام العراقي كيوسف عمر وعبد الجبار العباسي وقدوري النجار، وكان من رواده أيضًَا معروف الرصافي وملا عبود الكرخي، وابراز المقهى حديثا تم من خلال الأعمال التمثيلية التي اداها الممثل يوسف العاني فيه. ويقال ان أغنية «خدري الجاي خدري عيوني المن اخدره» أُلفت في هذا المقهى.
- مقهى أحمد الشاوي

ويقع في سوق الخفافين.
- مقهى الجامع

لصاحبه أسطة عبود وأخيه أحمد انتقل هذا المقهى إلى جانب الشط قرب المدرسة المستنصرية وكان ملتقى لقراء المقام العراقي لاحياء حفلات ليالي بغداد الجميلة.
- مقهى البلدية

أنشأته بلدية بغداد في العهد العثماني ويقع في ساحة المأمونية مقابل وزارة الدفاع.
- مقهى أبو علي

ويقع في منطقة الباب الشرقي، ويطل على دجلة من ضفة الرصافة.
- مقهى الزهاوي

تاسس عام 1917م، وكان يسمى مقهى امين ومقهى البولنجية، ويقع في شارع الرشيد عند مدخل مديرية الشرطة العامة في السراي قديماً، واكتسب شهرته وصار اسمه مقهى الزهاوي نسبة إلى الشاعر جميل صدقي الزهاوي المتوفى سنة 1936م، ويمارس فيه لعبة الدامة وبتفنن غريب، إضافة ان له مجلساً أدبياً فيه، يتردد عليه عدد من الشعراء والادباء الفضلاء من بينهم الشاعر معروف الرصافي، والاستاذ إبراهيم صالح شكر، والشاعر عبد الرحمن البناء. وكان يرتاده باستمرار، ويردد فيه مقالاته واشعاره، وقد استقبل بهذا المقهى عام 1932م شاعر الهند طاغور، وكذلك كان قد التقى فيه بالباشا نوري السعيد.
- مقهى المميز

وكان يقع مقابل مقهى البيروتي ولكن على الضفة الأخرى، وكان على اتصال بالجسر القديم قبل إنشاء جسر الشهداء، ليتصل بجدار جامع الآصفية، وهو من اوقاف عادلة خاتون.
- مقهى البرلمان

وقد سمي مقهى الرشيد لاحقاً، انشأه الحاج حسين فخر الدين وهو من أهالي النجف وافتتحها بداية الحرب العالمية الثانية. يقع هذا المقهى في شارع الرشيد مقابل جامع الحيدرخانة وقد هيأ صاحبه كل وسائل الراحة فيه ووضع السجاد على الأرائك اتقاءً من برد الشتاء، وجمع فيه الدومينو والنرد والشطرنج والشاي والقهوة والمشروبات الباردة.
- مقهى الحاج خليل القيسي

في خمسينيات القرن العشرين تاسس هذا المقهى، ويقع في شارع الرشيد بمنطقة الحيدرخانة، إشتهر هذا المقهى لمزايا صاحبه الحاج خليل القيسي البغدادي ذو الصوت الجهور في حديثه، إضافة إلى انه جعل منه ملتقى للطلبة ورجال السياسة والمجتمع وغيرهم، امتاز صاحب هذا المقهى بحمايته للمتظاهر المطارد من قبل الشرطة السرية آنذاك، وبمساعدته للطالب الذي تأخرت حوالته. وللحاج خليل هوايته المفضلة الا وهي كرة القدم فتجده حاضراً بملابسه البغدادية معتمراً جراويته على رأسه وعباءته التي لا تفارقه، مفترشاً الأرض في ساحة ملعب الكشافة لتشجيع الفرق الرياضية وقتها. فلا عجب ان يحترمه الناس لما يحمله من الصفات البغدادية النبيلة والأخلاق الحميدة.

- مقهى الشابندر

تأسس عام 1917 بعد ان كان مطبعة الزوراء تشغله، ويقع في نهاية شارع المتنبي قرب مبنى القشلة ويعتبر ملتقى ثقافي وأدبي. ولكون هذ المقهى كان قريباً من دوائر الحكومة في القشلة، ووجود المحاكم، فكان محطاً لمراجعي تلك الدوائر الحكومية والمحاكم، فهي مزدحمة بالزبائن صباحاً بانتظار افتتاح الدوائر أبوابها، أو قول الموظف للمراجع روح تعال بعد ساعة فيقضون الوقت في شرب النرجيلة والشاي فيه. كان بجواره دكان للتصوير بماكنة التصوير القديمة يلتقط الصور لمراجعي الدوائر، ويضع على الحائط قطعة قماش اسود وفيها مختلف المناظر من وحوش واشجار ومركب، ومن يريد ان يلتقط عنده صورة وسط هذه المناظر لابد ان يمسك بيده مسبحة كهرب ومسدس خشبي. كما ان هناك دكان لبيع القرطاسية وورق العرائض والطوابع البريدية صاحبه من بيت الأحمدي، ودكان لطباعة العرائض يعود إلى رؤوف الأعمى الذي كان يلبس النظارات ويقرأ بعين واحدة ثم يحرك راسه ليقرأ بالعين الثانية ريثما تستريح الأولى. وأيضًَا مقهى الشابندر كان محطة إنتظار لزبائن (المايخانة) المجاورة له والتي تفتح بعد آذان المغرب بانتظار القصخون أو قاريء المقام وأحياناً الجوقة الموسيقية. وقد تعرض مقهى الشابندر إلى تفجير إرهابي عام 2007م ذهب ضحيته العشرات ومن بينهم خمسة من أبناء صاحب المقهى الحاج محمد الخشالي فسمي بمقهى الشهداء.
- مقهى البرازيلية

انشأها وادارها عمر بدوي الصباغ لبناني الاصل منح الجنسية العراقية تقديراً لخدماته للعراق. يقع هذ المقهى في منطقة المربعة باتجاه الباب الشرقي قرب سينما برودواي، ورواده من طلبة الكليات والمثقفين، وسمي أيضا بالمقهى الارستقراطي لكونه استغنى عن تقديم الشاي وجعل القهوة البرازيلية والنسكافة بدلا عنه. ومن أشهر رواده في مجال الشعر والقصة والرواية، بدر شاكر السياب وبلند الحيدري وعبد الوهاب البياتي وغائب طعمة فرمان، وفي مجال الفن التشكيلي الفنان جواد سليم وفائق حسن وغيرهم.
- مقهى السويسرية

مقهى السويسرية أو (سويس كافيه) هو واحد من مقاهي بغداد المميزة التي تأسست في أواسط أربعينيات القرن العشرين، وكان هذا المقهى يقع فِي وسط شارع الرشيد وفي منطقة (المربعة) ببغداد. وهو مقهى بطراز غير مألوف عند أهل بغداد وعرف باسم المقهى السويسرية وكانت واجهته الباهرة تخلب الألباب.حيث الزجاج السميك الفاخر والمناضد الراقية التي صنعت من أعواد الخيزران إضافة إلى الكراسي الوثيرة التي أستوردت من أوروبا خصيصاً وماكينات القهوة التي تعمل بالكهرباء وتقدَّم للزبون برائحتها المتميزة ونفحتها المتميزة. لم تكن هذه المقاهي ملاعب للّهو وتزجية الوقت وقتل الفراغ فقط وانما كانت منهلاً يملأ عقولنا فكراً راقياً متجدداً حتى في فسحة الخروج من البيت. وقد توسعت بغداد وتغير شكل العمران فيها وشمل ذلك المقهى السويسرية الذي لم يبق له أثَراً البتّة.
- مقهى الكيت كات

مقهى الكيت كات واحد من مقاهي بغداد المميزة التصميم والطراز التي ظهرت في أواسط أربعينيات القرن العشرين وهذا المقهى صنو مقهى البرازيلية ومقهى السويسرية وكان موقعه فِي وسط شارع الرشيد بمنطقة (المربعة) في بغداد. ان مقهى الكيت كات كانت تقدّم لزبائنها الحلوى الإفرنجية وكؤوس المرطبات والمياه الغازية والصودا ومن النادر جداً ان ترى الشاي وأقداحه المتعارف عليها على مائدة روّادها فقد استبدلت أباريق الشاي والسماورات الشرقية بماكينات صنع المرطبات وآلآت تحضير الكاباتشينو والنسكافيه.
وهذا المقهى يذكرنا بتشابه إسلوبه مع مقهى بغدادي قديم كان موجوداً في العهد العثماني يسمى مقهى القرأخانة، فمن الطريف ان ترى مناضد الكيت كات كانت توضع عليها الصحف الرصينة الآتية من عواصم أوروبا وخاصة لندن وباريس. وقد تحول هذا المقهى إلى محلات لبيع الأدوات الطبية الخاصة بالمعوقين مثل كراسي المقْعدين والعكازات ومايتعلّق بها.
- مقهى أم كلثوم

الذي اسسه عبد المعين المصلاوي وخصصه لسماع اغاني الفنانة أم كلثوم فقط، وترى صورها تملأ الجدران، وعند وفاتها عام 1975م سافر صاحب المقهى الذي كان مولعا بها، وشارك في تشييعها، واقيمت فيه مراسيم العزاء لمدة ثلاثة أيام، وما زال إلى اليوم قائماً في مدخل ساحة الميدان، ومن رواده محمد القبانجي ويوسف عمر وحسين الأعظمي وحقي الشبلي وفائق حسن وجواد سليم وشعوبي إبراهيم ومحمد القيسي وداخل حسن.
- مقهى المعقدين

أو مقهى إبراهيم أبو الهيل ويقع في أول فرع من جهة اليمين في شارع السعدون وسمي بالمعقدين بسبب تردد المثقفين عليه، وكانت النظرة السائدة على كل من يحمل الكتب يوصف بالمعقد، وكذلك عندما كان رجال الأمن يتلصصون ويسترقون السمع على زبائنه من المثقفين وكان هؤلاء المثقفين يتداولون اثناء حديثهم أسماءٌ مثل سارتر وكامو وساغون، والتي لا يفهم رجال الأمن معناها فسموا رواده بالمعقدين.
كان يجلس بهذا المقهى موسى كريدي وعبد الرحمن الربيعي وغازي العبادي وعبد الرحمن طهمازي واخرين.
- مقهى حسين الحمد

يقع في الكرادة داخل بمنطقة الزوية قرب الجسر المعلق تأسس سنة 1927 وصاحبه حسين الحمد وتحول لاحقاً إلى سوبر ماركت باسم اسواق حسين الحمد.
- مقهى حسين الطعمة

وهو من المقاهي المعروفة في بغداد، ويقع في منطقة الكرادة الشرقية وكان يرتاده المثقفين وأبناء المنطقة وغيرهم.
- مقهى إبراهيم عرب

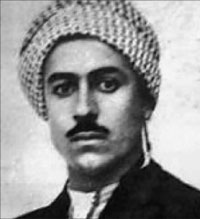
إبرهيم عرب

وإبراهيم عرب المتوفى عام 1979م، شخصية اجتماعية بغدادية إشتهر مقهاه في أربعينيات القرن العشرين باسمه وبقصصه الغريبة التي كان يدهش الحاضرين بها، حيث يقوم بصياغتها بالفاظ المغالاة والكذب الأبيض، وسمي بالنفاخ، مما جعل الناس تلتف حوله للاستماع إلى تلك القصص الوهمية، فمن اظهر له تأييده نال عناية خاصة من إبراهيم عرب ومن عارض قصته فقد نال جفاه حتى تتم مصالحتهما من خلال توسط بعض الزبائن بينهما، حتى تعود المياه بينهما إلى مجاريها، ويقع هذا المقهى بمنطقة الكرنتينة في الباب المعظم.
- مقهى حجازي

ويقع في جانب الرصافة بالأعظمية، وكان ملتقى سكان محلة الحارة ومحلة الشيوخ، وكذلك أدباء وظرفاء الأعظمية، مثل حسين علي الأعظمي وكمال إبراهيم وفؤاد عباس ومحمود السماك والمختار سيد نعمة.
- مقهى خليفة

وتقع في مستديرة ساحة الميدان، لصاحبها خليفة، الذي كان شقياً ونزيل سجون في وقته. وكانت تخوت (أرائك) المقهى تحتل نصف ساحة الميدان ولكن لا أحد من المأمورين أو المراقبين في البلدية يجرؤ على تنبيهه فهم كانوا يخشونه.اما رواد مقهى خليفة فكانوا من الذين يدعون الشقاوة والمرجلة.
- مقهى النعمان

ويقع في منطقة الأعظمية بين محلة رأس الحواش وسينما الأعظمية، ويرتاده كبار العسكريين والساسة ووالأدباء والوجهاء والرياضين، جلس في هذا المقهى الرئيس عبد السلام عارف عند خروجه من السجن.
- مقهى الجسر

ويقع في منطقة السفينة في الأعظمية، وأكثر رواده من رياضي المصارعة امثال رحومي جاسم وعوسي الأعظمي وكريم الاسود وقاسم السيد واموري إسماعيل.
- مقهى محمد غايب

وكان يسمى مقهى اليوقلمه جي ويقع في محلة الشيوخ بالأعظمية، اسس عام 1934، واداره شخص يعرف باسم محمد ولقبه غايب فعرف باسم مقهى محمد غايب ، وكان يقابله مقهى قد اغلق يسمى مقهى سيد سامح.
- مقهى حسن عجمي

يعود تاريخ هذا المقهى إلى ما قبل احتلال الجيوش البريطانية لمدينة بغداد عام 1917م. وان أجمل ما كان يميزه هو مجموعة السماورات الروسية النادرة، المزينة بصور القياصرة الروس والاختام الرسمية التي يرجع تاريخها إلى القرن التاسع عشر، إلى جانب قواري الشاي وزجاجيات الناركيلة، التي تزينها صور الملك فيصل الأول والملك غازي وملوك الفرس من القاجار. وقد اختفت كلها عندما دخل الجيش الأمريكي إلى شارع الرشيد.
وصف الشاعر محمد مهدي الجواهري هذا المقهى بانه أشهر مقاهي بغداد. ويعتبر من المقاهي التراثية، ويقع على الضفة اليسرى من شمالي شارع الرشيد في منطقة الحيدرخانة، بين ساحة الميدان وساحة الرصافي القريبة من شارع المتنبي.وما يميز هذا المقهى انتشار المرايا الكبيرة ورؤوس الغزلان المعلقة على جدرانه.
- مقهى عارف آغا

ويقع في شارع الرشيد مقابل مقهى الزهاوي، في الحيدرخانة بجانب الجامع الذي يحمل الأسم نفسه، ولقرب القشلة ودور الحكومة منه، فقد اتخذه كبار موظفي هذه الدوائر ملتقى ونادياً لهم، ويتردد عليه الصحفيون الذين يتصيدون أخبار دواوين الدولة ومايجري وراء الكواليس، وكان يلتقي فيه كبار التجار والساسة والاعيان والنواب والوجهاء حيث اتخذه الشاعر معروف الرصافي مجلساً له وارتاده من السياسين ياسين الهاشمي وحكمت سليمان. كما أنه يتحول إلى مدرسة خاصة أيام الصيف، حيث يتخذ منه طلبة الثانوية المركزية القريبة منه مقراً للالتقاء بمدرسيهم والاستعانة بهم في بعض الدروس الخصوصية، استعداداً لأداء امتحانات البكلوريا في الصفوف العليا للدراسة الاعدادية.
- مقاهي محلة السيد سلطان علي

وهناك عدد من المقاهي في محلة السيد سلطان علي ومنها: مقهى مسجد ومقهى بقجة لي قهوة و مقهى القاطر خانة ومقهى ذياب ومقهى أم النخلة ومقهى خان العديين ومقهى خان الدهن ومقهى خان الميوة.
- مقهى العباخانة

ويقع في محلة العباخانة، وكان يلتقي فيه عدد من قرآء المقام العراقي منهم عباس بطاوية ونجم الشيخلي.
- مقهى قدوري العيشة

ويقع في منطقة الشورجة، وقد ذكره الفنان محمد القبانجي في الكثير من أغانيه لكونه كان ملتقى لقرآء المقام.
- مقهى السنك

ويقع في المحلة ذاتها وكان يقرأ المقام العراقي فيه كل من أحمد الزيدان ورشيد القندرجي.
- مقاهي محلة باب الأغا

وفي هذه المحلة كان هناك عدة مقاهي منها: مقهى روازي ومقهى الأورتمة ومقهى القهوة الصغيرة.
- مقاهي محلة عقد الصفافير

وهذه المحلة كان فيها مقهى البزازين ومقهى الصفافير.
- مقاهي محلة الحيدرخانة

وفيها: مقهى إيمش ومقهى البزارة ومقهى حسن ومقهى كنبتلي.
- مقهى تخت بندمال أبو عصفور

ويقع في محلة حسين باشا القريبة من محلة الحيدرخانة.
- مقاهي محلة الميدان

وهو مقهى المصلى ومقهى السقاقي ومقهى الخان ومقهى الوقف ومقهى احمد أفندي وهناك مقهى يقع على يسار الداخل من الميدان إلى الطريق المحاذي لسور القلعة (وزارة الدفاع) تسمى مقهى أحمد أفندي ابن سميت، وكذلك يوجد مقهى آخر هو مقهى أحمد باشا يقع على الأرض الأميرية قرب القلعة الداخلية، المحدودة بخندق المدينة وساقية مراد باشا.
- مقهى نعيمة الجيبة جي

ويقع في محلة الميدان، واليوم هناك مسجد بنفس الاسم يسمى مسجد نعيمة الجيبه جي.
- مقهى آل رضوان آغا

وهو مقهى يقع قرب سوق الميدان.
- مقهى الجادرجي

وهو مقهى محمد أمين آغا الجادرجي وكان موضعه عند حدود جامع الحيدرخانة.
- مقهى المختار

ويقع هذا المقهى في محلة دكان شناوة.
- مقاهي محلة الطوبجية

وفيها مقهى دودي، وسمي عقد دودي باسمه، عقد مقهى دودي. وفي هذه المحلة يوجد أيضا مقهى المحكمة ومقهى جدية
- مقاهي محلة كنج عثمان

وفيها مقهى كنج عثمان، وكنج عثمان هو أحد القادة العثمانين زمن السلطان مراد الرابع قتل عام 1040ه‍، ودفن في هذه المنطقة قرب جامع السليمانية.

وكذلك مقهى سوري قهوة، يعتقد أن اسمه جاء نسبة إلى محلة السور القريبة جداً من محلة كنج عثمان، واطلق اسم المقهى على العقد (الزقاق) الذي كان فيه هذا المقهى، سمي عقد سوري قهوة. ووكان فيها أيضامقهى كافل حسين ومقهى الكمرك.
- مقاهي محلة البلانجية

وفيها مقهى البلانجية وكذلك مقهى اجق باشي
- مقهى إيلان ديلي

ويقع في محلة إيلان ديلي.
- مقهى البزارة

وهذا المقهى يقع في محلة الفراشة.
- مقهى كيجه جية

ويقع هذا المقهى في محلة العاقولية.
- مقاهي محلة الدهانة

وفيها عدة مقاهي منها: مقهى حسين الكرادي ومقهى علي خان ويقع في عقد علي خان، ومقهى الدهانة ومقهى المفاليس ويقع في عقد المفاليس.
- مقهى سوق الدهانة

يتصل سوق الدهانة بمحلة سوق الغزل التي فيها مقهى الاغا، وتتصل أيضا بمحلة القشل وجامع المصلوب، وفيه مقاه صغار ولكن الأشهر كان مقهى عزيز الجايجي (بالجيم الفارسية) ومقهى إبراهيم رايشي ومقهى الشيخ حسين، كلها عرف بمقهى سوق الدهانة.
- مقاهي محلة صبابيغ الآل

وفيها مقهى صبابيغ الآل ومقهى الصندوقجي.
- مقهى الكورجية

ويقع في محلة البو شبل، وكان يرتاده أصحاب كور النار لغرض فخر الطين وغيره، كالجرار والطابوق.
- مقهى زنبور

ويقع في الرصافة، وبالقرب من جامع الآصفية، قرب الجسر. وقد جاء ذكر هذا المقهى في الوقفية المؤرخة بغرة رجب سنة (1243ه‍) ان قاضي بغداد جاءت اليه جماعة من العلماء فاخبروه بان طريق الجسر النافذ إلى الجانب الشرقي من البلد الممتد من مسناة الجسر إلى القهوة الشهيرة بقهوة زنبور فيه ضيق على المجتازين وبسببه يحصل ازدحام ومشقة للمارين.
- مقهى مرط

ويقع في محلة بني سعيد.
- مقاهي محلة الهيتاويين

وفيها مقهى الهيتاويين ومقهى تخت بند.
- مقهى خرطوم الفيل

ويقع في محلة الدلال، وخرطوم الفيل نسبة إلى التعرجات والالتواءات للعقد (الزقاق) الذي يقع فيه.
- مقاهي محلة الشيخ عبد القادر الكيلاني

وفيها مقهى سلمان ومقهى المزنبلة (المزملة) ومقهى أم النخلة.
- مقاهي محلة راس الساقية

وهو مقهى التسابيل ومقهى شكر ويقع في عقد مقهى شكر.
- مقهى أبو علي

ويقع في محلة جميلة القريبة من جامع الخلاني وتكية العيدروسي التي صارت جامع العيدروسي.
- مقهى النبكة

وسمي المقهى بالنبكة نسبة إلى شجرة السدر أو (النبق)، ويقع في محلة الصدرية، وكان يلتقي به هواة مهارشة أو مكاسرة الديكة التي انتشرت بين البغداديين في القرن الخامس الهجري، والتي أنحسرت عند البغداديين في الوقت الحالي.
- مقهى رضا علوان

من مقاهي بغداد الثقافية تأسس عام 1960 م كمحل لبيع القهوة، ويقع في الكرادة الشرقية في بغداد، يجمع رضا علوان بين الاستراحة والمنتدى الثقافي، تتردد على المقهى العوائل العراقية وشخصيات من مختلف الفئات، واشتهر بتجمع الادباء والمثقفين العراقيين والعرب وتقام فيه امسيات وملتقيات ثقافية تتنوع ما بين الامسيات الشعرية وعرض المسرحيات وفعاليات خيرية.